# Willie Brown (modiste)
Pour les articles homonymes, voir Willie Brown et Brown.
Willie Brown (dans les années 1970, désormais Will Brown) est un styliste et tailleur britannique. Réputé dans le milieu de la mode pour ses créations artisanales depuis les années 1970, il a notamment créé en 1979 pour David Bowie un ensemble composé d'une combinaison et d'un trench-coat que l'artiste porte dans son clip DJ.

## Biographie
Will Brown naît et grandit dans le village d'Elstree dans le Hertfordshire. 
Dans les années 1980 il est installé dans sa boutique Modern Classics sur Rivington Street à Londres.
En 1992 il fonde avec sa compagne Marie Willey un atelier artisanal-boutique nommé Old Town, à Norwich, ultérieurement déménagé à Holt toujours dans le Norfolk. Il y conçoit des pièces uniques, dont il confie la confection à des couturiers locaux. Ses productions — un style de vêtements de travail chics — sont vendues dans le monde entier. Le couple vit non loin de là, à Cromer puis dans l'ancienne gare ferroviaire à Sheringham.

### Création pour David Bowie
Willie Brown crée en 1979 un ensemble composé d'une combinaison « de style Esso » et d'un trench-coat, dans lequel certains voient une influence de Le Corbusier. David Bowie porte cette tenue dans son clip DJ,,. 
La pièce est présentée à l'exposition David Bowie Is.